# António Faria (artista plástico)
António Faria nasceu em Lisboa (1966) e é um artista plástico português cuja obra incide, sobretudo, na prática do desenho. O seu trabalho foi já premiado por duas vezes a nível internacional, na Bienal Internacional Arte Olímpia, em Tóquio (2015 e 2019).

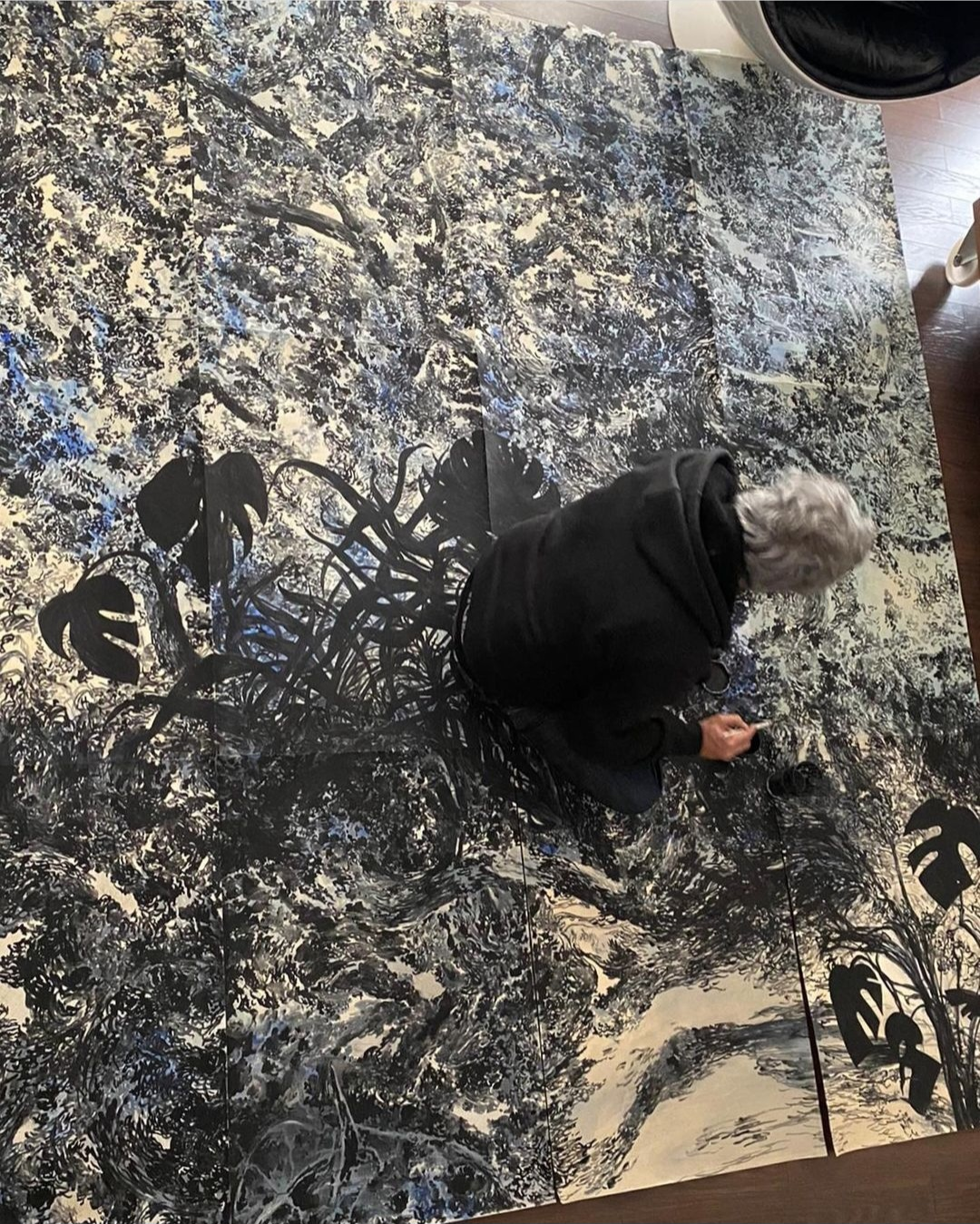

## Formação
Formou-se no IADE, em Design de Comunicação, tendo sido professor nesse instituto durante os anos de 1992 a 1998. Fez o Curso Avançado de Artes Plásticas no Ar.Co, com a componente de Projeto. Ensinou na ETIC, no período de 2015 a 2019. Tem desenvolvido atividade contínua na área do desenho, preferencialmente em grandes formatos monocromáticos. 

## Atividade
Expôs a instalação Observatório (objeto/desenho) no Museu de Serralves, em 2019. Também expôs no Museu do Côa (“Desenho, uma Força que Nasce do Silêncio”) e no Museu Nacional de Arte Contemporânea do Chiado - MNAC (“O Elogio da Melancolia”), em 2020.  Participou no círculo de exposições da associação Carpe Diem, expondo na Abreu Advogados, e também na exposição do Museu da Biodiversidade MHNC-UP (“Entre Folhas sobre Paredes”), em 2021. Participou na exposição “(Im)materiality - Not a Museum”, em Lisboa e no Centro de Artes de Águeda, em 2022. No mesmo ano, marcou presença na exposição “Zoom In Zoom Out”, no Museu Nacional de Arte Contemporânea do Chiado, em Lisboa, e no Centro Cultural Penedo da Saudade, em Coimbra, e esteve presente no “Drawing Room”, representado pela Galeria Trinta, na Sociedade Nacional de Belas Artes, em Lisboa. Ainda nesse ano, realizou a exposição “Olhares Modernos - O Retrato da Pintura, Escultura e Desenho”, no MACNA - Museu de Arte Contemporânea Nadir Afonso, em Chaves. Nos anos de 2022 e 2023 integrou o projeto “Portugal Entre Patrimónios”, com um ciclo de três exposições: “O Sopro do Silêncio”, no Centro Cultural Penedo da Saudade, em Coimbra, “O Sopro da Cinza”, na Reitoria da Universidade Nova, em Lisboa, e “O Sopro da Luz”, na Fábrica das Palavras, em Vila Franca de Xira. Também em 2023, participou na exposição internacional “PARAGONE – What’s with mediums today?”, organizada pela galeria This Is Not A White Cube. Neste ano, tiveram ainda lugar as exposições “Em Certas Estações Obsessivas”, no Auditório Augusto Cabrita (Barreiro) e “Este É o Lugar Onde as Árvores Cantam”, no Museu Municipal Amadeo de Souza-Cardoso (Amarante).

### Prémios
Obteve o, 2.º prémio na Bienal Internacional Arte Olímpia, em Tóquio, no ano de 2015, e o Prémio de Excelência, na mesma Bienal, em 2019.